# Sorbet
Sorbet er en frossen dessert lavet af sødet vand med frugt, chokolade, vin og/eller likør. Sorbets oprindelse kan stamme fra en mellemøstlig drik charbet, lavet af sødet frugtjuice og vand. Udtrykket sorbet er hentet fra şerbet, "sorbet", som stammer fra arabisk. 
Sorbet er ikke en is, selvom den fejlagtigt er betegnet som en. 
| Mad og drikke | Spire Denne artikel om mad og drikke er en spire som bør udbygges. Du er velkommen til at hjælpe Wikipedia ved at udvide den. |